# Беретті Вікентій Іванович
Бере́тті Віке́нтій (Вінче́нцо-Саве́ліо-Джузеппе-Анто́ніо) Іва́нович (14 червня 1781 , Рим  — 18 (30) серпня 1842 , Київ ) — російський архітектор італійського походження, академік Петербурзької Академії мистецтв (з 1809), професор архітектури (1831). Батько архітектора Олександра Беретті.

## Біографія
Народився в 1781 року в заможній родині. Походив від «уродженців італійської науки»; син професора-механіка.
1804 рік — закінчив із золотою медаллю Петербурзьку академію мистецтв, де навчався в класі зодчого А. Захарова. Невдовзі його призначено міським архітектором Петербурга. Працював у Петербурзі під керівництвом архітектора Тома де Томона на споруджені Біржі.
1809 рік — обрано почесним членом Академії мистецтв (за проєкт кадетського корпусу), згодом присуджено звання академіка.
1825 рік — створення монумента на місці хрещення київського князя Володимира в Херсонесі.
1830 рік — стає одним із членів комітету зі спорудження Ісаакіївського собору
1831 рік — стає професором архітектури.
1833 рік — В. І. Беретті призначено членом комітету будівель та гідравлічних робіт.
1834–1835 роки — бере участь у конкурсі на створення проєкту для Київського університету, в якому брали участь провідні архітектори — О. Брюллов, А. Мельников, К. Тон.
1835 рік — перемога на конкурсі проєкту Київського університету (Червоний корпус), у квітні цього ж року відбуває до Києва разом зі своїм учнем П. Спарро для виконання підготовчих робіт.
11 березня 1837 року — імператором Миколою І звільнений з усіх посад у Санкт-Петербурзі та направлений до Києва «для постійного заняття» в ролі архітектора і члена будівельного комітету.
З 1837 року і до самої смерті працює у Києві, 1840 року викладає в Київському університеті.

## Роботи

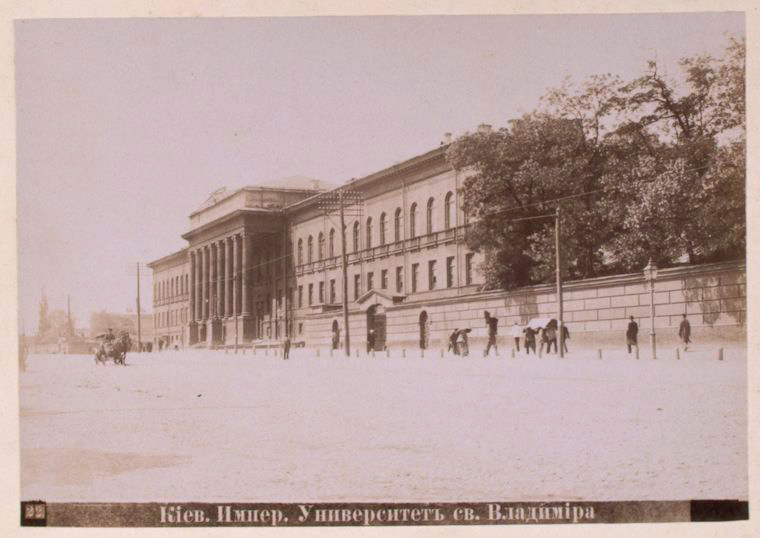
Київський університет, 1903

Більшість робіт В. І. Беретті виконано у стилі класицизму. За безпосередньої участі архітектора розроблено проєкти таких університетських установ: Астрономічної обсерваторії (1840), Ботанічного саду, при розташуванні якого і побудові в ньому оранжерей спеціально цікавився думкою видатного українського вченого-природознавця Михайла Максимовича[джерело?]. Спланував прилеглі до Головного корпусу університету території та нові міські магістралі — Володимирську вулицю, Університетський бульвар (нині — бульвар Тараса Шевченка). 1839 зведення за проєктом Беретті Інституту шляхетних дівчат (нині — Міжнародний центр культури і мистецтв). Займався також завершенням спорудження католицького костелу (1837—1839)[джерело?], проєктуванням 1-ї чоловічої гімназії, укріпленням залишків Золотих воріт. Співавтор генерального плану забудови Києва (затверджено 1837).

## Нагороди
Беретті був кавалером орденів Святого Володимира 4-го ступеня, Святої Анни 3-го ступеня і Святого Станіслава 3-го ступеня, а також мав знак відзнаки «За XXX років бездоганної служби».

## Родина
Мав вісім дітей. Старший син, Олександр, також був відомим архітектором.

## Ушанування пам'яті
На честь Вікентія Беретті названо вулицю в Києві (житловий масив Вигурівщина-Троєщина)
15 жовтня 2009 р. відбулась церемонія урочистого відкриття на фасаді Червоного корпусу меморіальної дошки видатному архітектору, будівничому Червоного корпусу Київського університету — Вінченцо Беретті (1781—1842) — з написом «від вдячних українського та італійського народів»

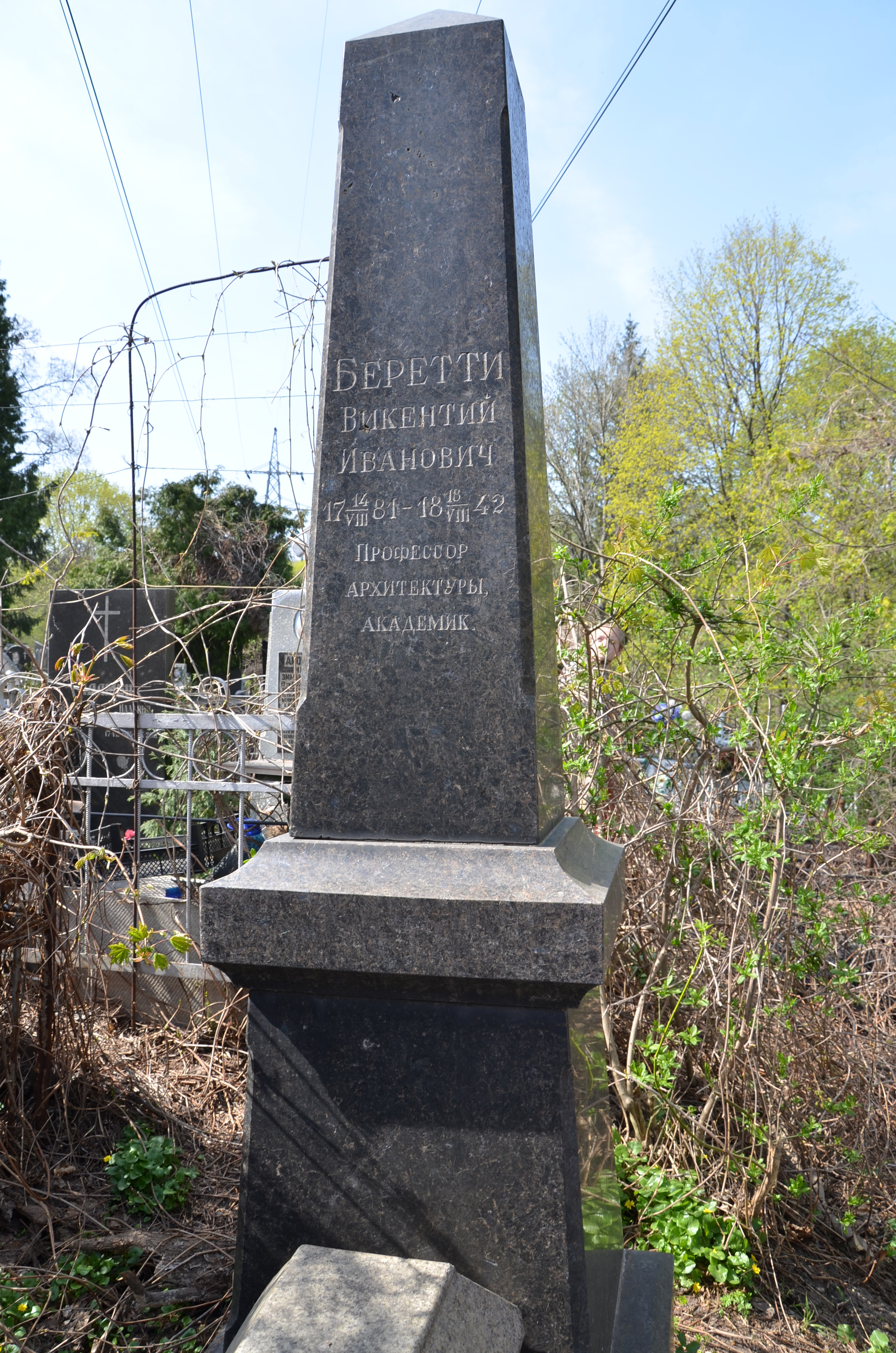
Могила Вікентія Беретті на Байковому кладовищі